# Greisen

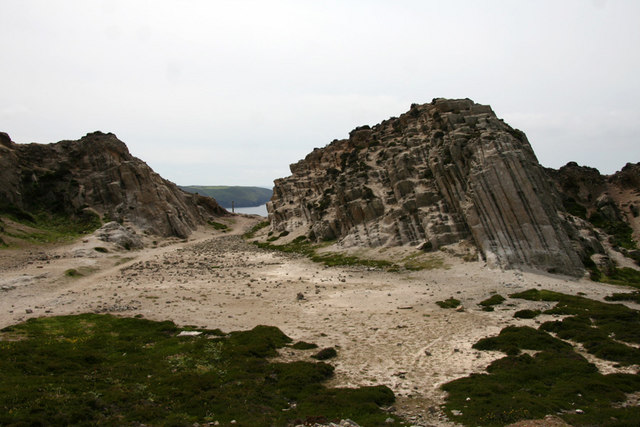
Greisen à Cligga Head en Cornouailles

Le greisen est une roche plutonique généralement grenue, de teinte claire. On la trouve en bordure des massifs ou des filons de granite, dont elle est le résultat d'une transformation pneumatolytique (métamorphisé avec modification chimique globale de la roche originale).

## Étymologie
Le terme greisen était utilisé par les mineurs allemands pour nommer cette roche.

## Composition et lithogenèse

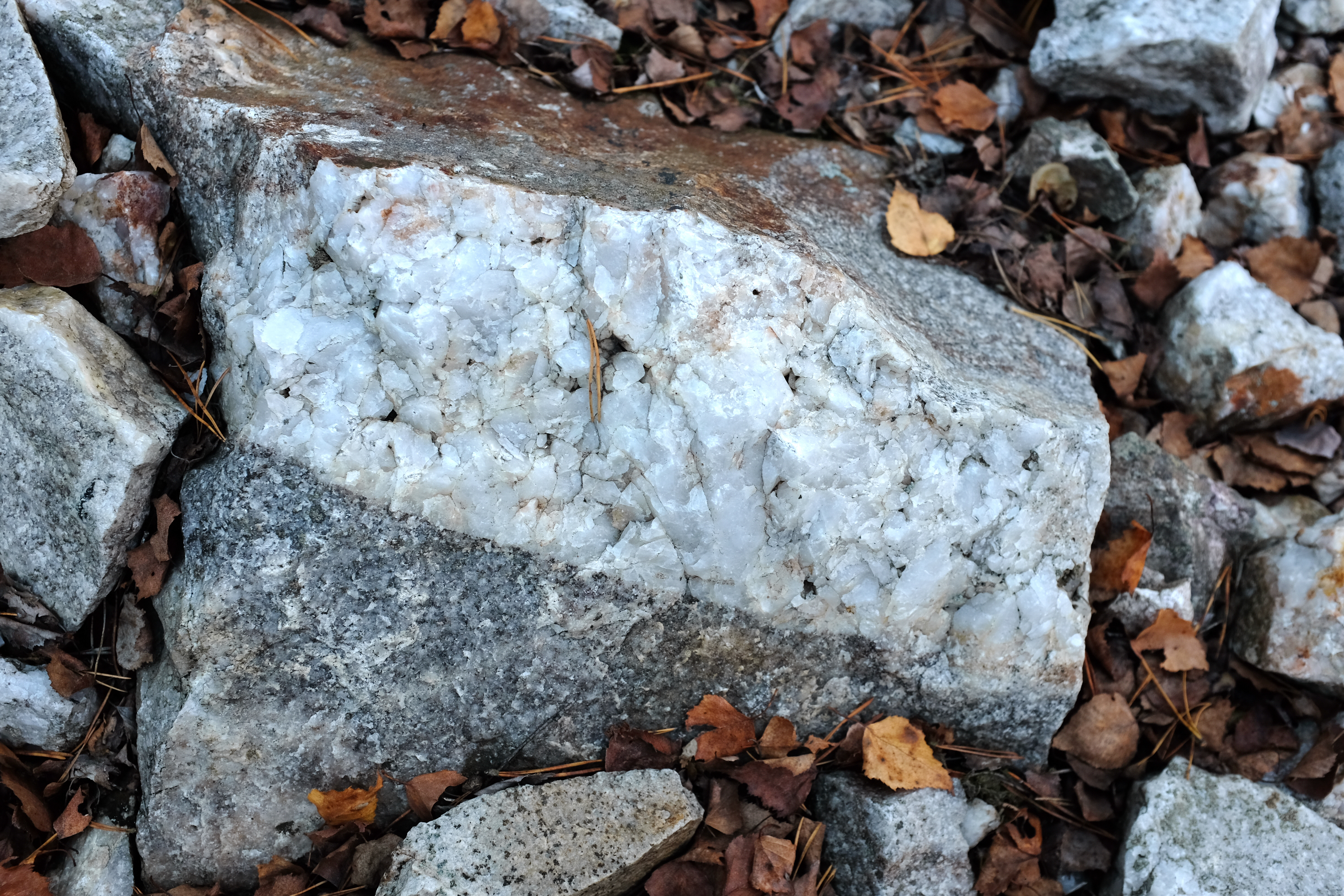
Bloc de greisen à Krásno en République tchèque

Les greisen sont formés de quartz et de micas, souvent verdâtres, enrichis en lithium (présence de muscovite, de lépidolite). On peut y trouver de la cassitérite, de la tourmaline, parfois de la wolframite, plus rarement du topaze.
Les micas sont une altération des feldspaths des granites par un phénomène pneumatolytique (apport d'ions Li+ et H+, départ d'ions Na+).